# ويلفرد غوردون بيغلو
ويلفرد غوردون بيغلو (بالإنجليزية: Wilfred Gordon Bigelow) ويُعرف أيضًا باسم بل بيغلو (بالإنجليزية: Bill Bigelow) ـ (18 يونيو 1913 ـ 27 مارس 2005) هو جرّاح قلب كندي عُرف بدوره في تطوير الناظمة القلبية الاصطناعية وتخفيض درجة الحرارة أثناء جراحات القلب المفتوح.

## حياته
ولد ويلفرد غوردون بيغلو في براندون بمقاطعة مانيتوبا الكندية، وكان أبوه الدكتور ويلفرد أبرام بيغلو مؤسس أول عيادة طبية خاصة في كندا، وأمه غريس آن غوردون ممرضة وقابلة.
حصل على شهادة الطب من جامعة تورونتو سنة 1938، ثم التحق بالفيلق الطبي الملكي الكندي وخدم على الجبهة الأمامية أثناء الحرب العالمية الثانية برتبة كابتن (نقيب).
بعد انتهاء الحرب، قضى بيغلو عامًا بمدرسة طب جونز هوبكنز عُين بعدها سنة 1947 جرّاحًا بمستشفى تورونتو العام، ثم بقسم الجراحة بجامعة تورونتو سنة 1948.

## إنجازاته واكتشافاته
في خمسينيات القرن العشرين، طور بيغلو فكرة خفض درجة حرارة الجسم واستخدامها طبيًا، وذلك بتخفيض درجة حرارة جسم المريض قبيل إجراء العمليات الجراحية بهدف تقليل احتياج الجسم للأكسجين، مما يجعل جراحات القلب أكثر أمانًا.

## حياته الخاصة
تزوج بيغلو من روث ديننغز، وظلا زوجين طيلة حوالي ستين عامًا، وأنجبا أربعة أبناء هم بيكسي وجون ودان وبل.

## مؤلفاته
- قلوب باردة (بالإنجليزية: Cold Hearts)
- الهيبارين الغامض (بالإنجليزية: Mysterious Heparin)

## مناصبه
عمل بيغلو مديرًا لكل من جمعية أودوبون ومجلس صيانة الطبيعة بكندا.

## التكريم
- وسام كندا من رتبة ضابط (1981).[3]
- أُدرج اسمه ضمن قاعة مشاهير الطب الكنديين في سنة 1997.